# Кућа Живка Вукова
Кућа Живка Вукова подигнута је крајем 18. века у главној улици Зрењанина, улици краља Александра I Карађорђевића, у оквиру Старог градског језгра, као Просторно културно-историјске целине од великог значаја.
Постојање куће потврђује грунтовна карта Великог Бечкерека из 1793. године на којој су уцртани габарити куће исти као и на савременим плановима.
Сматра се да је најстарија сачувана кућа у језгру Зрењанина и једна од ретких која је остала после великог пожара 1807. године. Поред православних цркава, једина је стамбена зграда из периода барока. Не зна се прецизно ко ју је и када подигао, први записи о власницима куће – трговачкој породици Вуков, датирају тек из седамдесетих година 19. века.
Kућа има одлике барокне стамбене градње које се огледају у уском фронту, строгој симетрији и високом стрмом крову. Иако је касније преправљена  преобликовањем фасаде, њен склоп документује нестали барокни архитектонски фонд. Kаснијим преправкама девастирана је уклоњењем ограде балкона.